# Taungurong
Die Taungurong, auch Daung Wurrung genannt, waren ein Stamm der Aborigines, der aus neun Clans, die sich mit der Aboriginesprache Daungwurrung verständigten. Sie sind ein Teil der indigenen Kulin-Allianz der Aborigines, die im südöstlichen Küstengebiet von Victoria um Port Phillip lebten. Die Taungurong waren mit dem Woiwurrung sprechenden Wurundjeri-Stamm in der Kulin-Allianz verbunden. Ihr Land reichte vom Norden des Great Dividing Range bis zu den Wasserscheiden der Flüsse Broken, Delatite, Coliban, Goulburn und Campaspe River. 
Unter den weißen Siedlern wurden die Taungurong Devil's River Tribe (deutsch: Teufelsfluss-Stamm) oder the awesome tribe (deutsch: der furchteinflösende Stamm) genannt. Während des Campaspe-Plains-Massakers wurden vermutlich 40 Taungurong im Mai/Juni 1839 auf dem Land der Dja Dja Wurrung von Weißen getötet.
Im Februar 1859 reichten einige Elder der Wurundjeri, angeführt von Simon Wonga im Alter von 35 Jahren und seinem Bruder Tommy Munnering im Alter von 25 Jahren bei William Thomas, einem Protector of Aborigines, einen Antrag auf Landübertragung für den Taungurong-Clans ein. Dieses Taungurong-Land befand sich an der Mündung des Acheron River und Goulburn River. Diesen Antrags genehmigt die Kolonialregierung von Victoria, allerdings kam es zu einer Intervention des Großgrundbesitzers Hugh Glass, was zur Folge hatte, dass ihnen unwirtliches Land mit extrem schlechter Witterung an der Mohican Station zugewiesen wurde. Dieses Land war, wie sich herausstellte, für landwirtschaftliche Nutzung ungeeignet war und musste von Aborigines aufgegeben werden.
Nach drei Jahren im März 1863 gaben die Aborigines auf und die Elders, darunter Simon Wonga und William Barak führten die  40 Wurundjeri der Clans Taungurong und Bun warrung auf ihr traditionelles Camp am Badger Creek nahe Healesville zurück. Dieses Land besetzten sie und reklamierten es als ihr Eigentum, später wurde darauf Coranderrk, eine Aborigines-Missionsstation, errichtet.